# Escuela artística
Escuela, en historiografía del arte, es el estilo artístico que puede definirse como característico de una localidad, región o nación; y que se mantiene en el tiempo a través de las generaciones de artistas que se han formado en ese lugar, muy a menudo por comparación con escuelas rivales de características diferenciadas: como la escuela flamenca en relación con la escuela holandesa (en la pintura del Barroco); la escuela castellana con relación a la escuela andaluza (en la escultura española del Barroco); la escuela sienesa en relación con la escuela florentina (en la pintura italiana desde el siglo XIII); o la escuela florentino-romana con relación a la escuela veneciana (en la pintura italiana desde el siglo XV).
El concepto de "escuela" se refiere esencialmente a la formación que reciben sus componentes al realizar su aprendizaje (con un maestro en un determinado taller gremial, con una enseñanza formal en una Academia, o incluso de forma autodidacta, pero siempre con algún referente local), y se diferencia del concepto de "estilo" vinculado a una época y que se extiende espacialmente (estilos internacionales que a su vez tienen escuelas regionales, como el Románico, el Gótico, el Renacimiento, el Barroco, etc.); y también de los grupos de artistas que, aunque estén vinculados a un lugar, tienen una duración relativamente breve (como mucho, la duración de la vida activa de los artistas que lo formaron), aunque en ocasiones se identifican con la denominación "escuela" (en pintura la escuela de Barbizon, la escuela de Pont-Aven, la escuela de París, la escuela paisajística de Olot, la escuela de Vallecas, la escuela de Madrid, etc.; en arquitectura la escuela de Chicago, la escuela de Barcelona, etc.)
El uso de la expresión "escuela artística" se puede restringir a las artes visuales (tanto las mayores: pintura, escultura y arquitectura, como las menores o decorativas) o extenderse a otras bellas artes, incluyendo a la música (escuela musical, entendida como tradición local de música como "gusto" diferenciado según "el carácter de los pueblos" o como educación musical). En la definición del DRAE se asimila el concepto de escuela artística al de escuela literaria (acepción 8 de "escuela":
"En literatura y en arte, conjunto de rasgos comunes y distintivos que caracterizan las obras de un grupo, de una época o de una región") y se mezclan los conceptos de estilo internacional y escuela local, al poner como ejemplos "escuela manierista" y "escuela holandesa".

## Escuelas nacionales
La caracterización de las escuelas nacionales suele recurrir a los estereotipos, y como estos, aun teniendo alguna base, suelen perpetuarse de forma justificada o no. La escuela inglesa de pintura suele caracterizarse por un cierto concepto de elegancia (Joshua Reynolds), compatible con el también concepto inglés de humor (William Hogarth); mientras que la escuela francesa de pintura se caracteriza por un concepto alternativo de elegancia basada en el clasicismo (Gótico francés -Jean Fouquet, Simon Marmion-, Renacimiento francés -escuela de Fontainebleau-, Barroco y Clasicismo francés, hermanos Le Nain, Poussin, Rigaud, Fragonard, David, Ingres, Bouguereau). La escuela española de pintura se caracteriza por la sobriedad, la solemnidad y el realismo trágico a lo largo de distintos periodos artísticos e identificable en rasgos de pintores muy diferentes (Berruguete, Morales, el hispanizado Greco, Ribera, Velázquez, Valdés Leal, Goya, Fortuny, Ignacio Zuloaga, José Gutiérrez Solana, Picasso, Antonio Saura, etc.) Las escuelas italianas de pintura han sido caracterizadas por una gran variedad. La pintura de Alemania se ha caracterizado retrospectivamente por su vinculación al Expresionismo alemán, que busca sus raíces en el patetismo, la gestualidad exagerada y la desatención del concepto renacentista de armonía (perspectiva, volúmenes, proporciones) que encuentran en el Gótico alemán (Hans Bornemann, Michael Pacher, Martin Schongauer, escuela de Colonia) y sobre todo en el Renacimiento alemán (Durero -escuela del Rin, escuela de Núremberg, escuela de Augsburgo-, Altdorfer -escuela del Danubio-, Grünewald, Lucas Cranach el Viejo y el Joven, etc.)

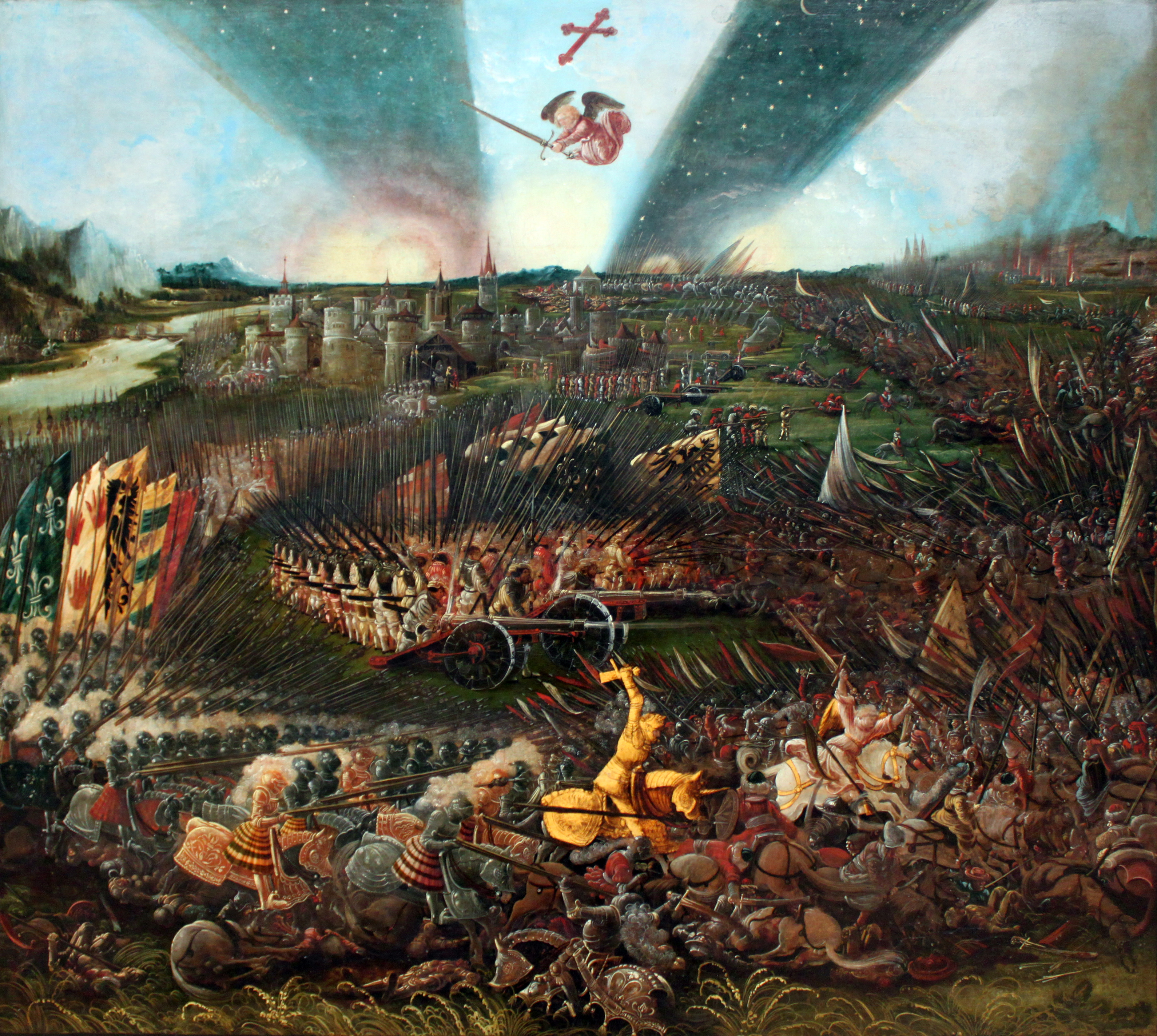
Victoria de Carlomagno sobre los ávaros, de Altdorfer, 1518 (escuela alemana).
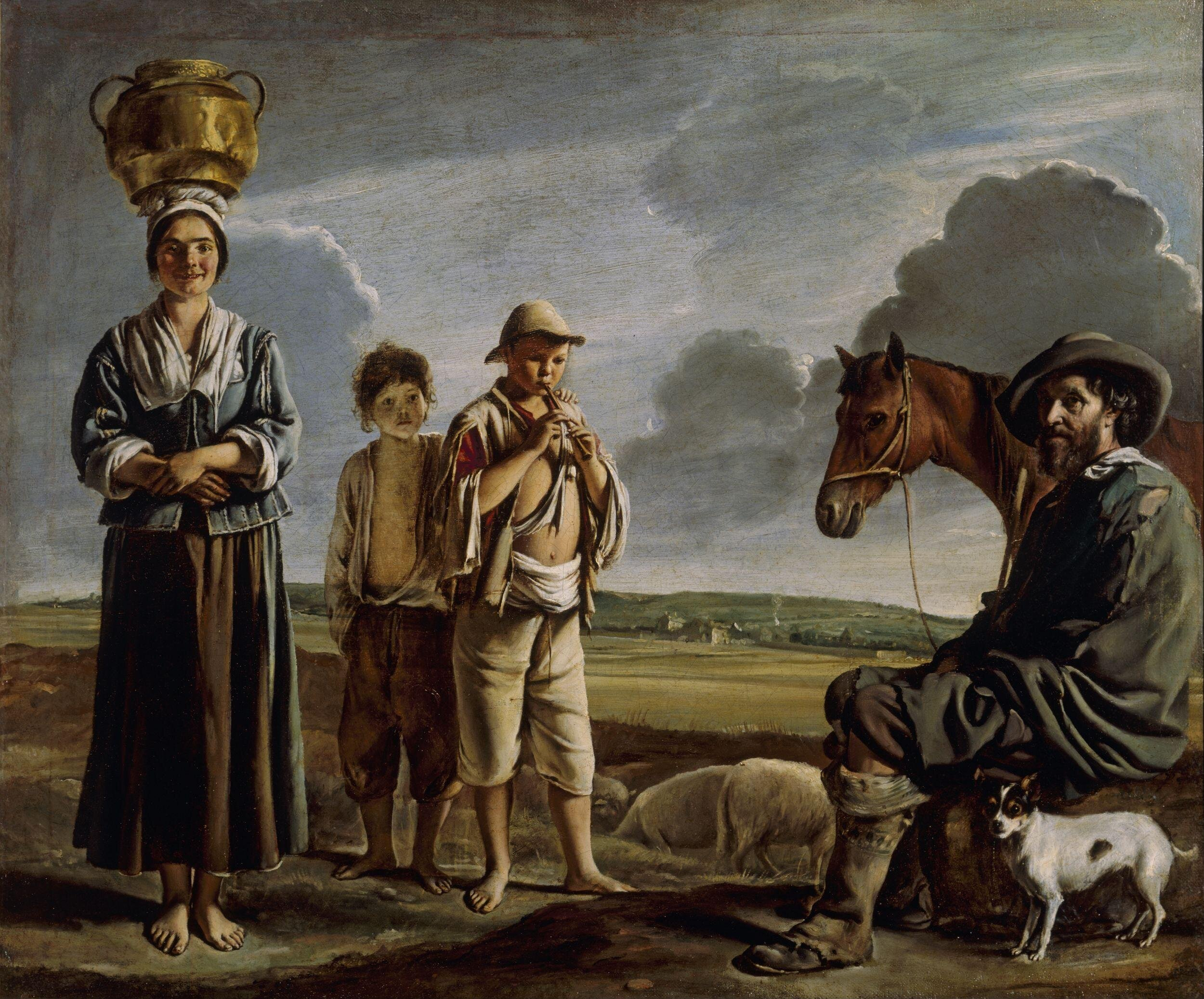
El jinete descansando, de Louis le Nain, ca. 1640 (escuela francesa).
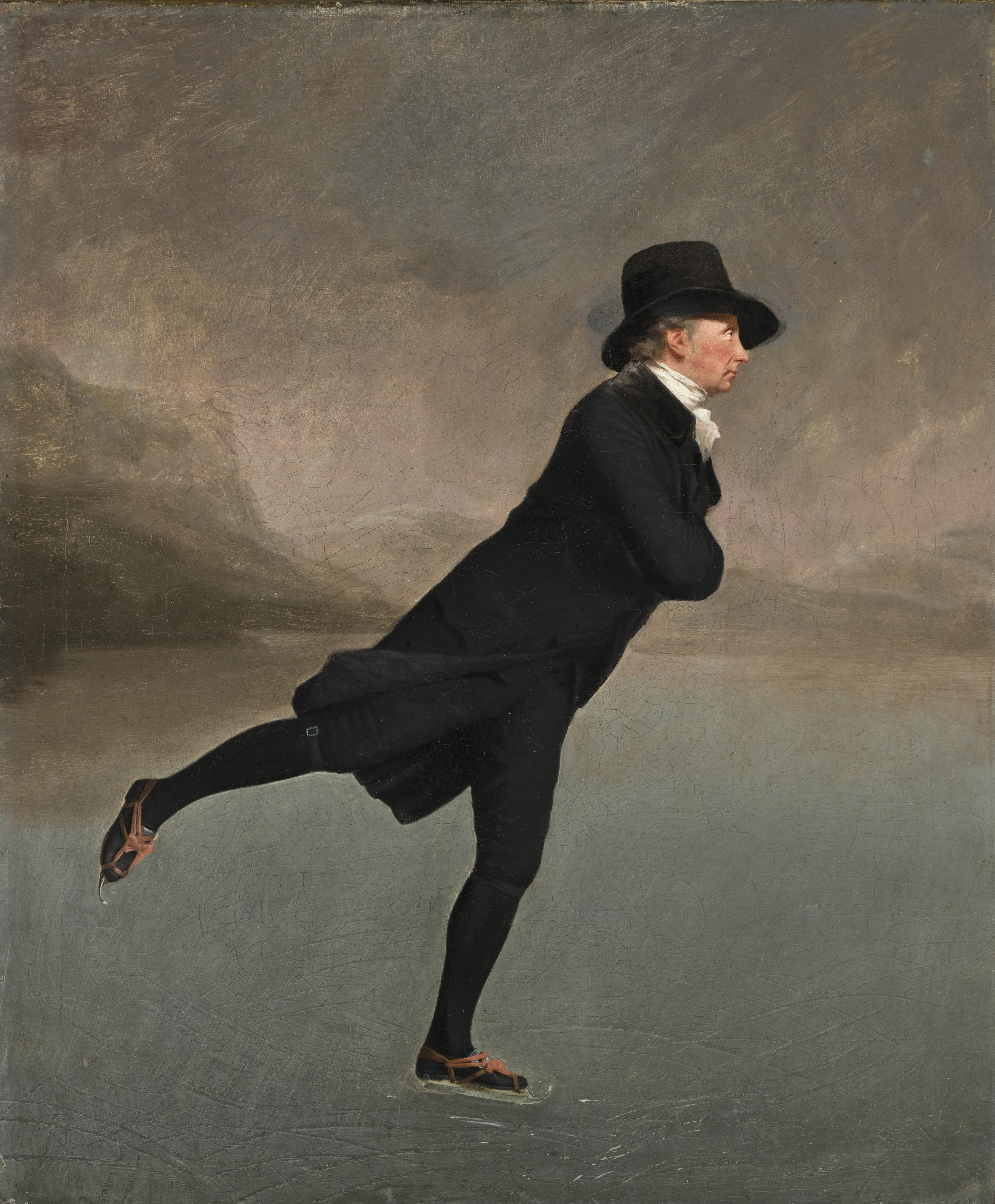
El reverendo Robert Walker patinando en Duddingston Loch, de Henry Raeburn, ca. 1790 (escocés, por tanto no es apropiado etiquetarlo como escuela inglesa, sino, en todo caso, británica).
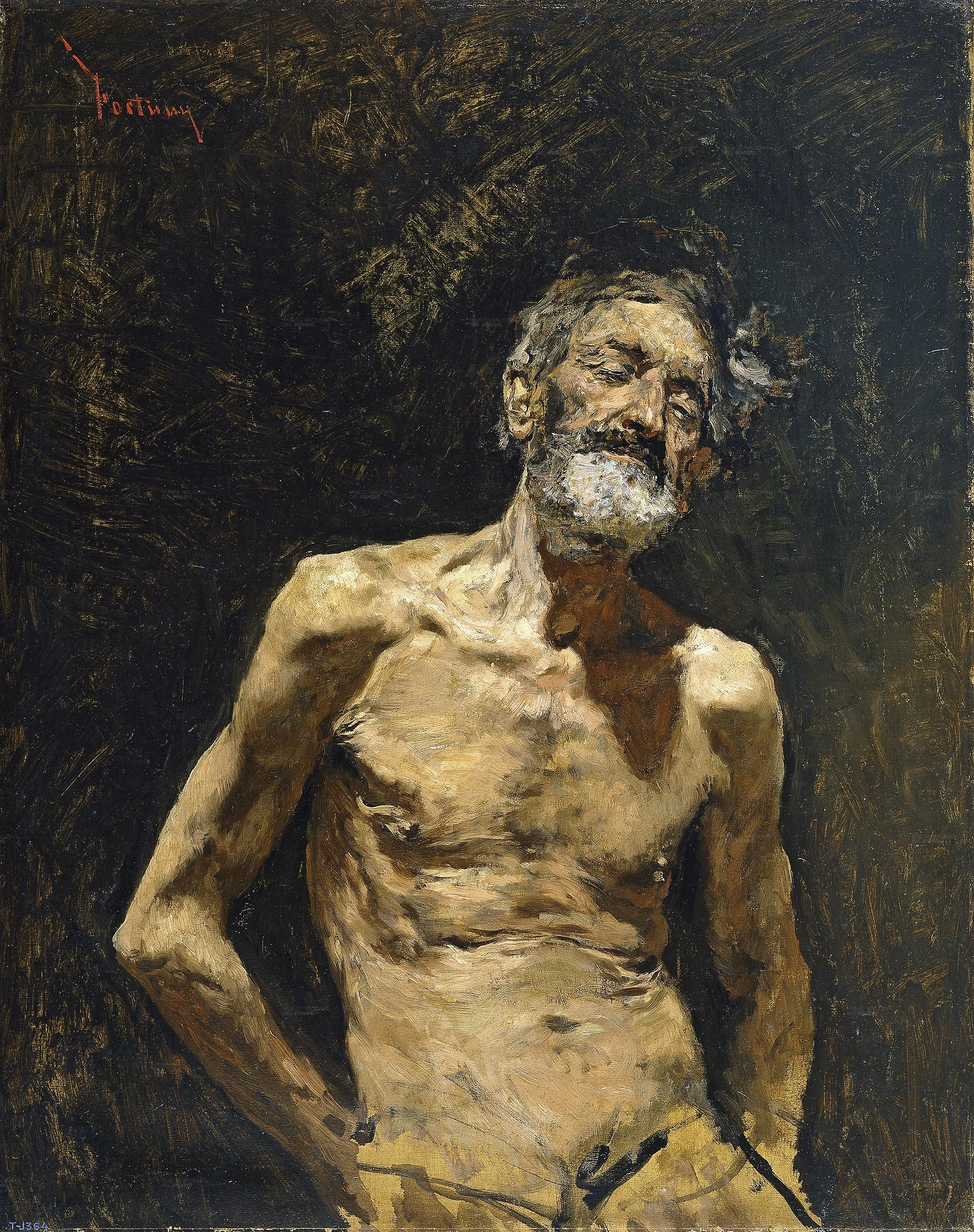
Viejo desnudo al sol, de Mariano Fortuny, 1871 (escuela española).

En la América española se desarrollaron escuelas locales, como las novohispanas y las peruanas (escuela cuzqueña y escuela limeña); y tras la independencia se desarrollaron las escuelas nacionales (pintura mexicana, pintura colombiana, pintura venezolana, pintura ecuatoriana, pintura peruana, pintura chilena, pintura argentina, pintura cubana, etc.) En la pintura de Estados Unidos se han sucedido escuelas locales con el propósito tanto de recibir las innovaciones del arte europeo como de marcar rasgos propios (escuela del río Hudson -paisajismo-, escuela Ashcan -realismo social-, escuela de Nueva York -expresionismo abstracto-). La escuela rusa de pintura surge de la tradición bizantina (escuela de Nóvgorod) y entronca con los movimientos occidentales a partir del siglo XIX. El arte oriental tiene sus propias tradiciones locales, entre las que destacan las de la pintura china y la pintura japonesa.

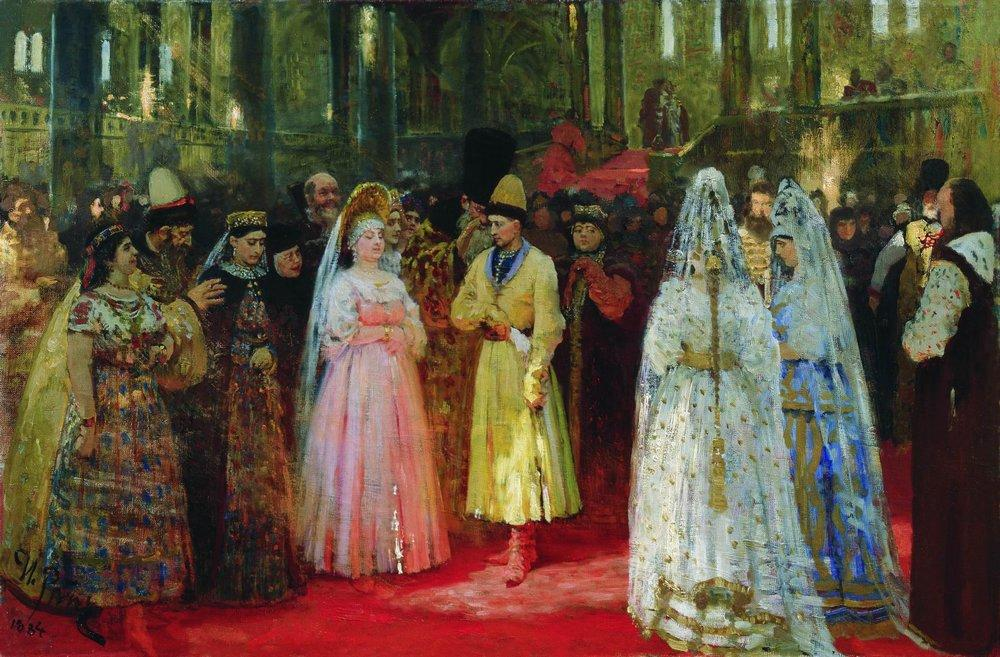
Elección de novia para el Gran Duque, de Iliá Repin, 1884 (escuela rusa).
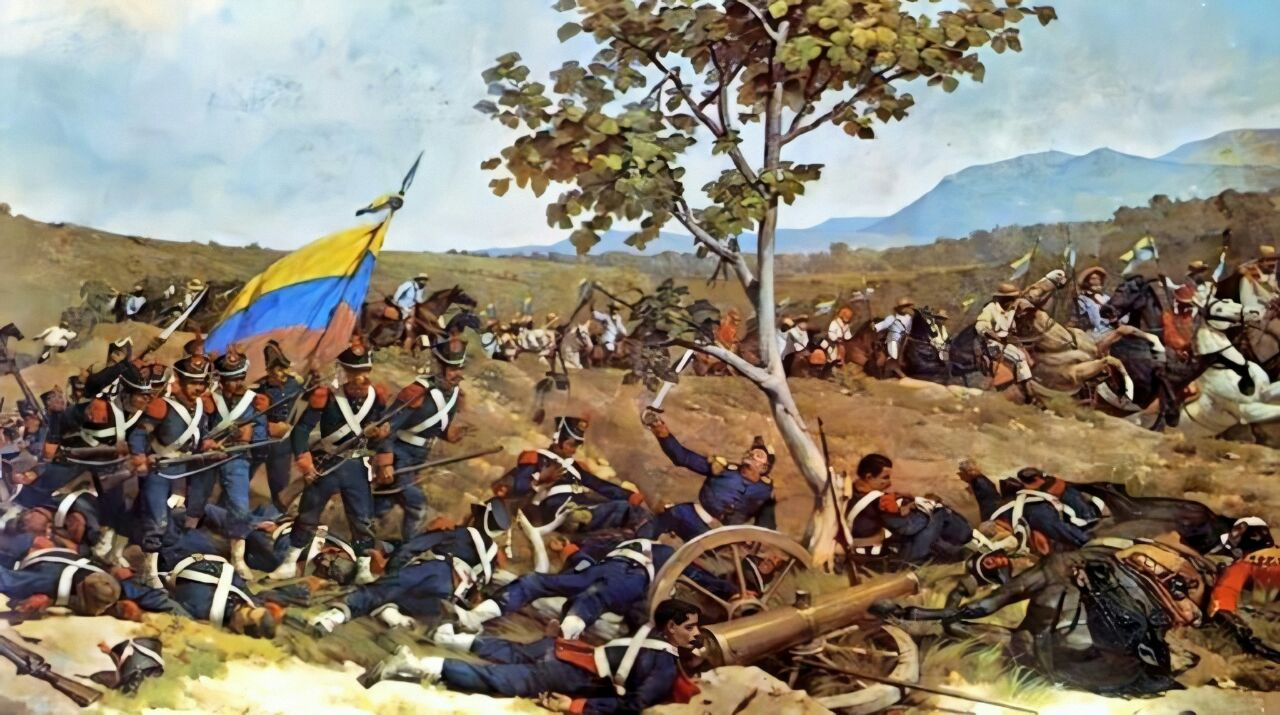
Batalla de Carabobo de Martín Tovar y Tovar, 1887 (escuela venezolana).
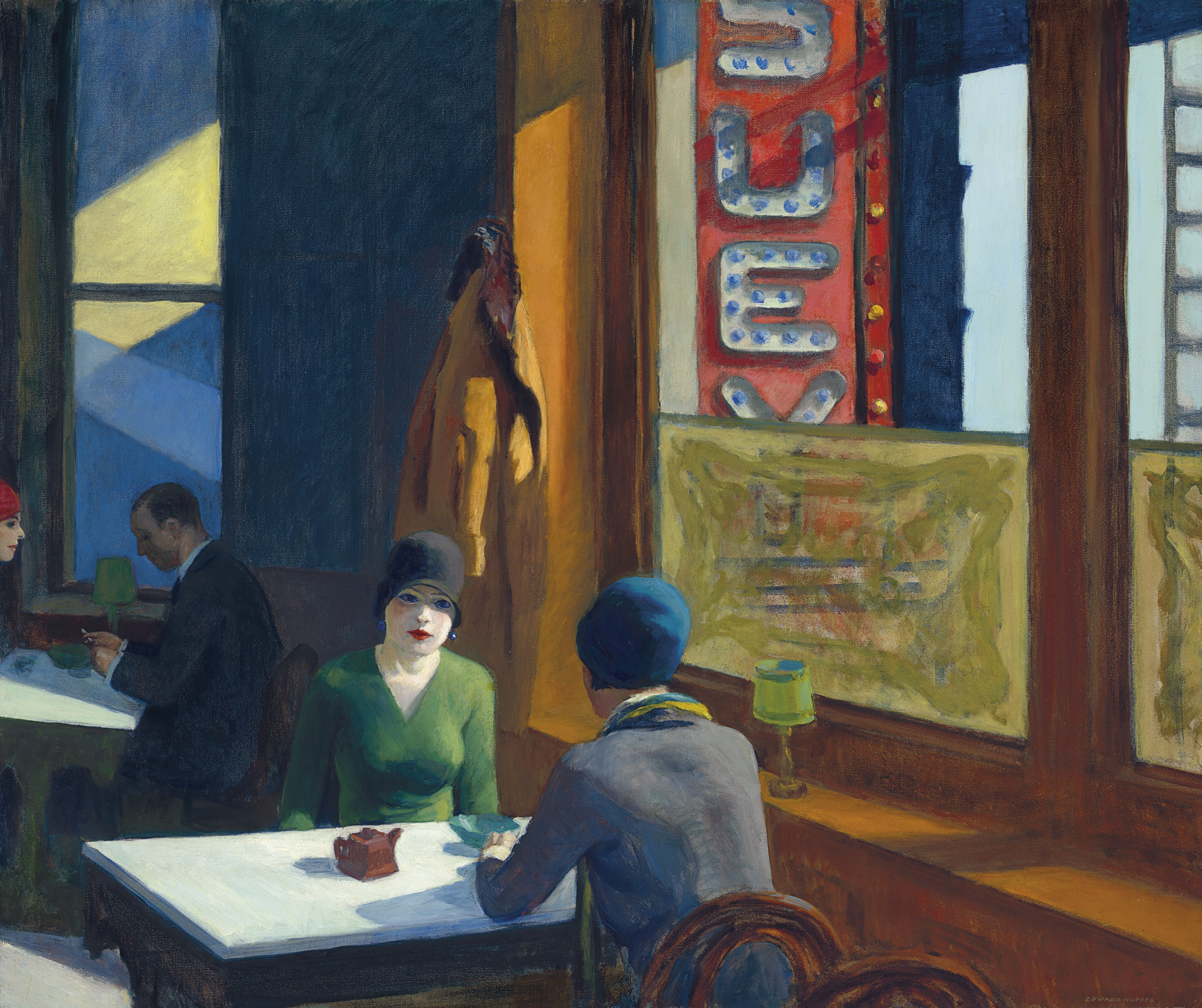
Chop suey, de Edward Hopper, 1929 (escuela estadounidense o americana -está muy extendido el uso de "americano" para referirse específicamente a lo relativo a Estados Unidos de América, por calco de lo usual en idioma inglés-).
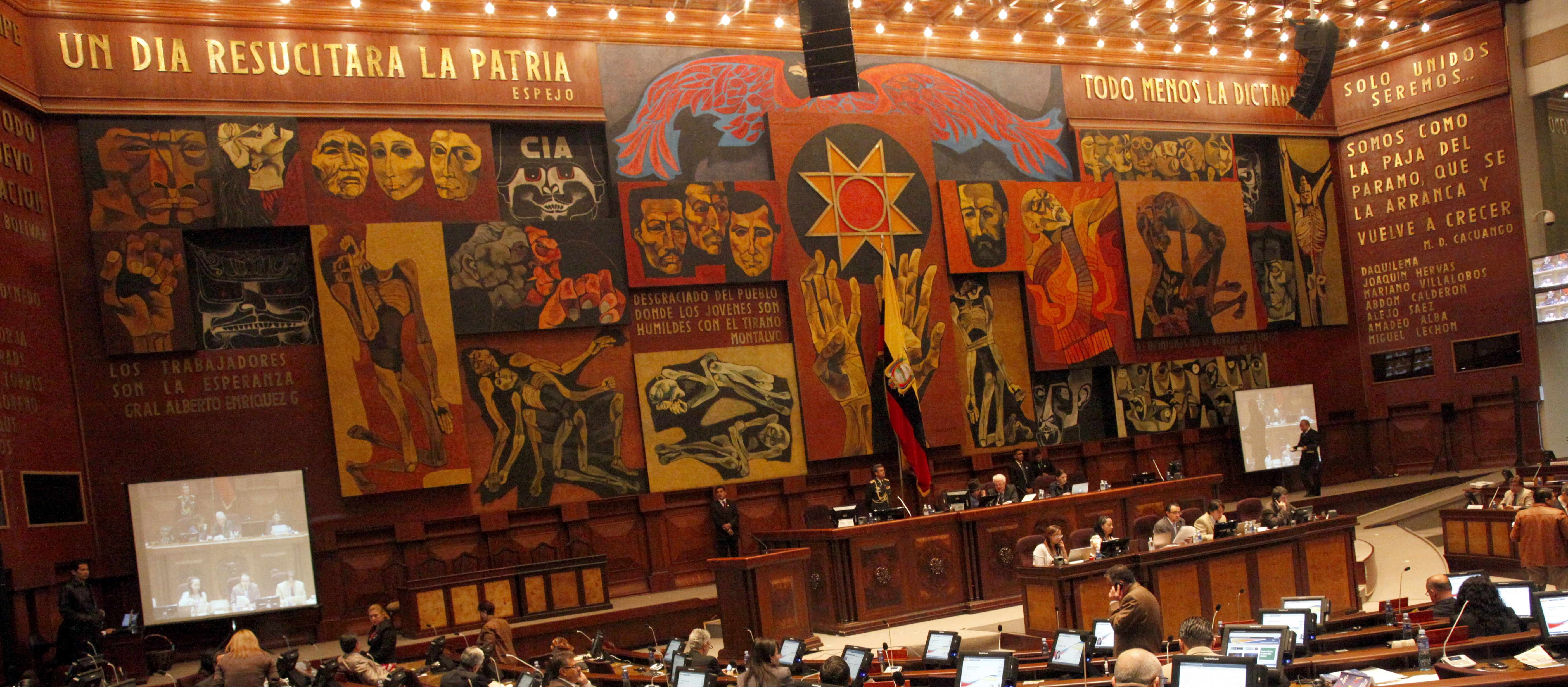
Imagen de la patria, de Oswaldo Guayasamín, 1988 (escuela ecuatoriana).

## Atribución por escuela
Cuando se debe identificar una obra de arte de autor desconocido, los expertos son capaces de realizar una atribución basándose en características iconográficas, estilísticas o materiales (técnicas, pigmentos, soportes) que corresponden a una escuela concreta y a un periodo limitado (un siglo, o parte de él) con lo que la catalogación se realiza por "escuela española", "escuela francesa", "escuela veneciana", "escuela florentina", etc.; como en estos ejemplos:

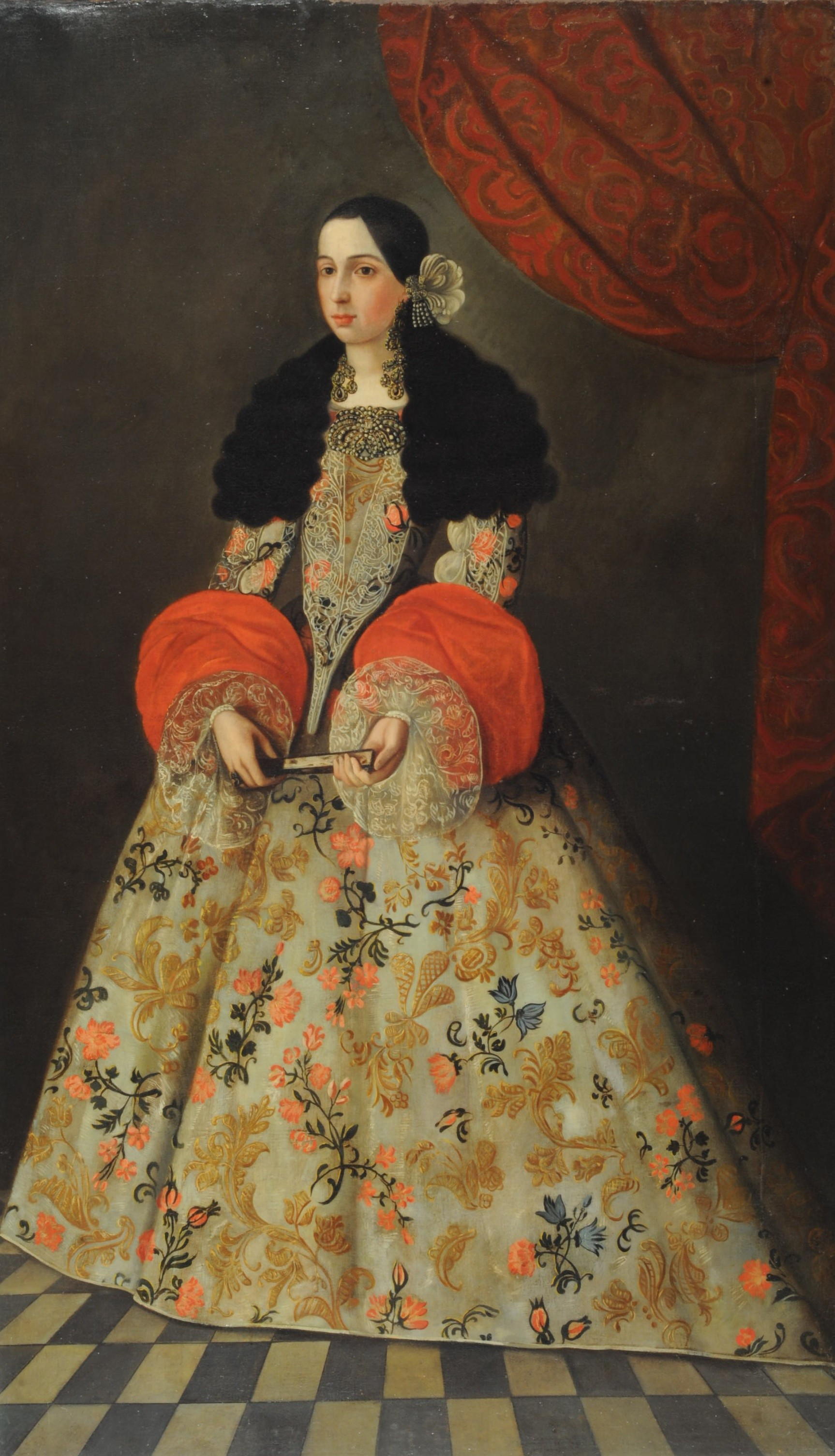
Retrato de dama, escuela española, siglo XVII.
La boda, escuela estadounidense (American School), ca. 1850.
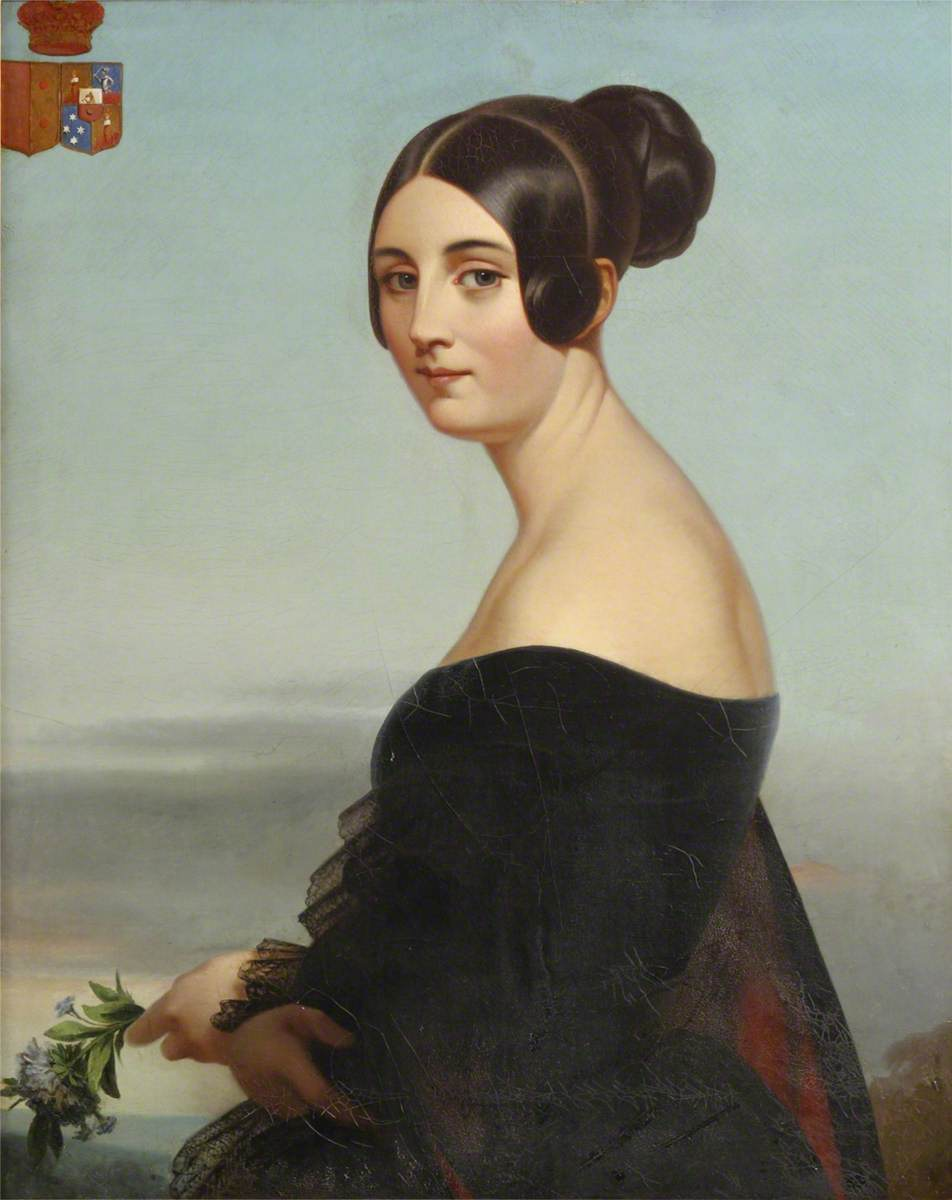
Retrato de Gasparine-Ida de Finguerlin, escuela francesa, ca. 1835.
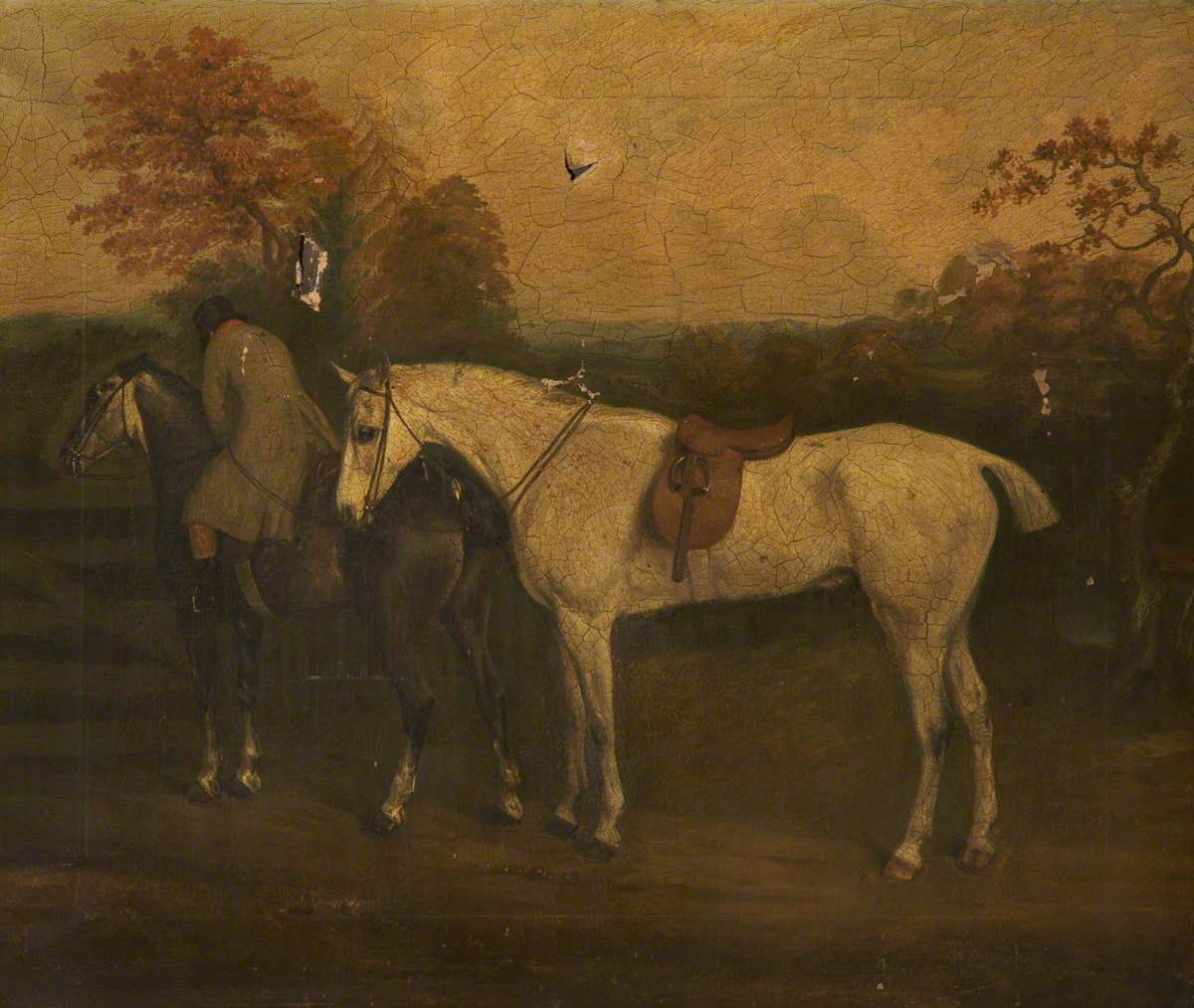
Caballos en un paisaje, escuela inglesa, siglo XIX.
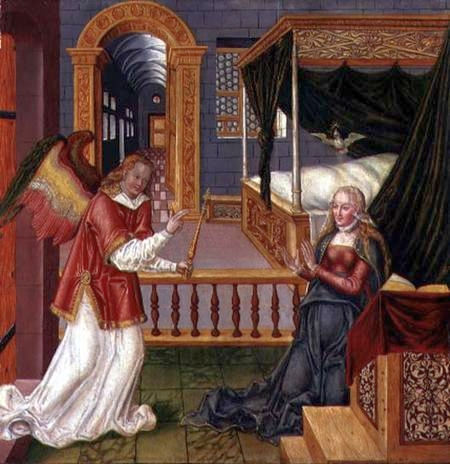
Anunciación, escuela alemana, tercer cuarto del siglo XVI.
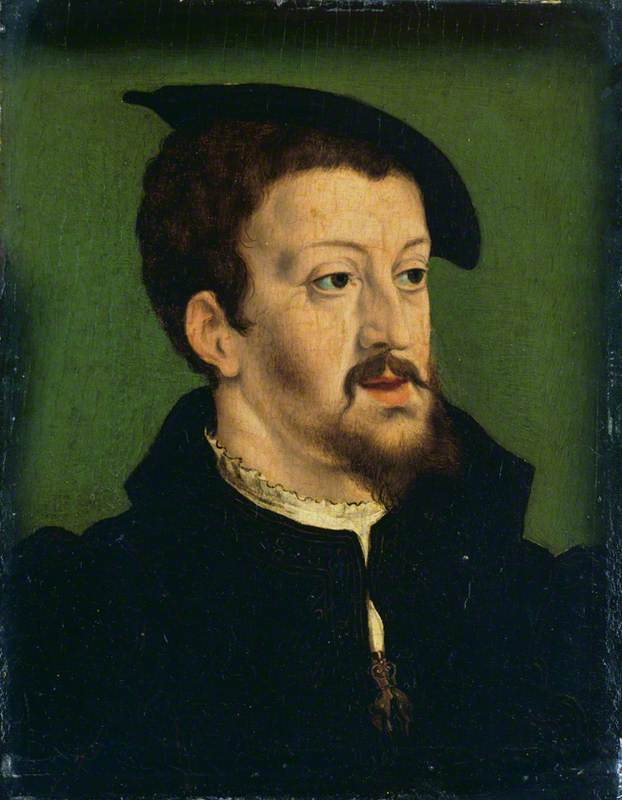
Retrato del emperador Carlos V, escuela flamenca, ca. 1535.
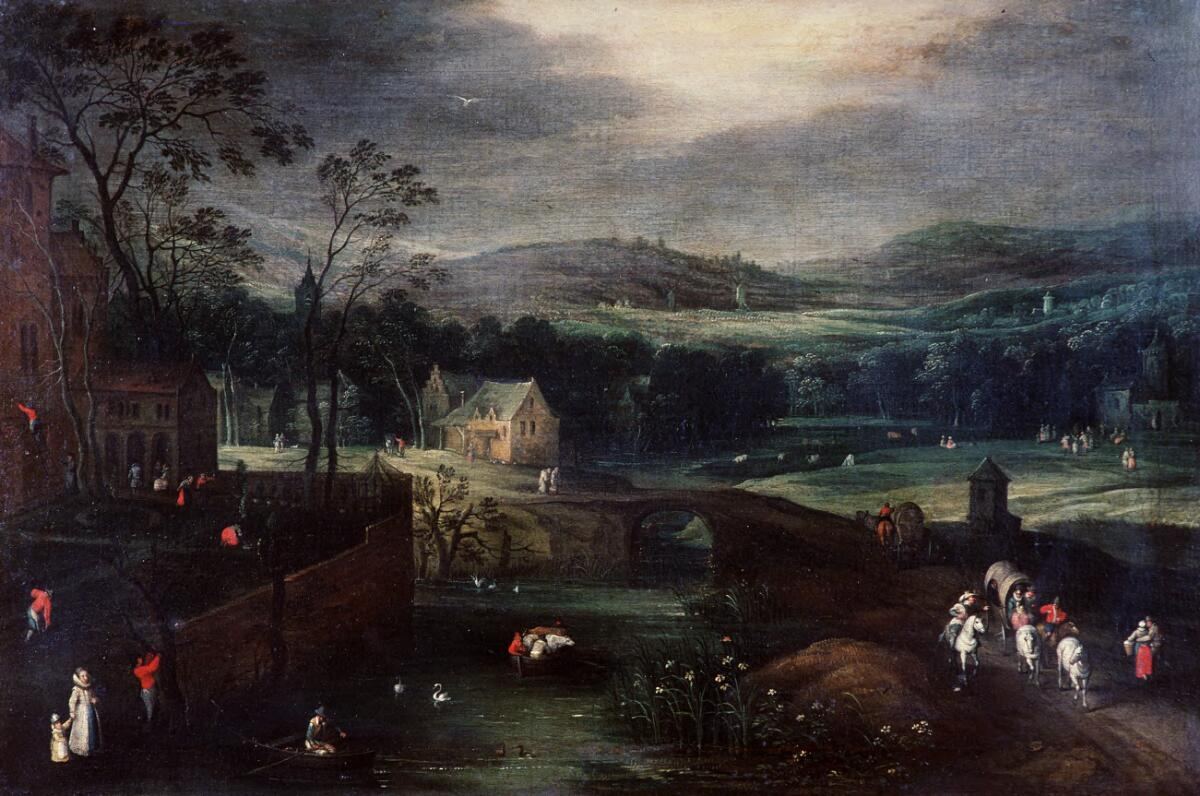
Ciudad en un paisaje, escuela holandesa, ca. 1640.
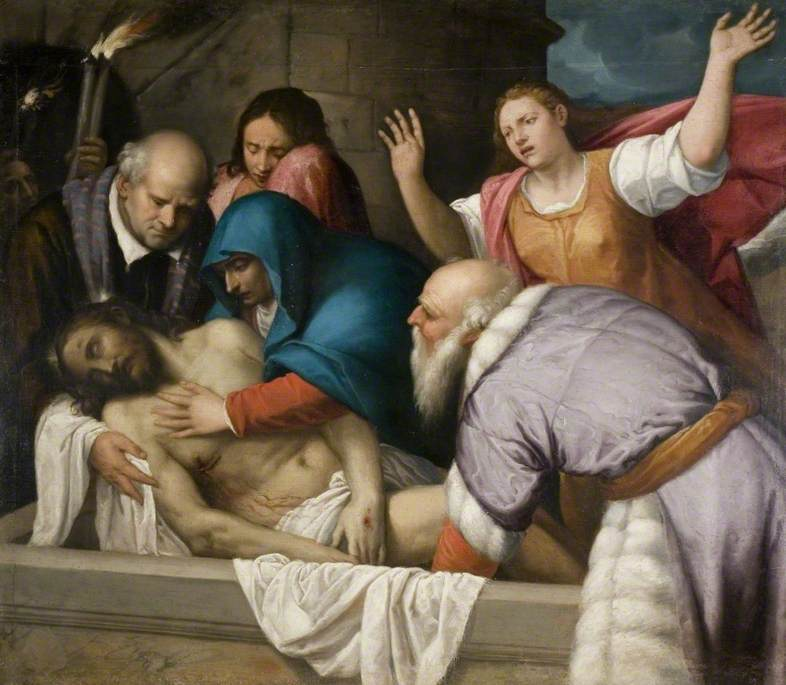
Entierro de Cristo, escuela veneciana, siglo XVI.
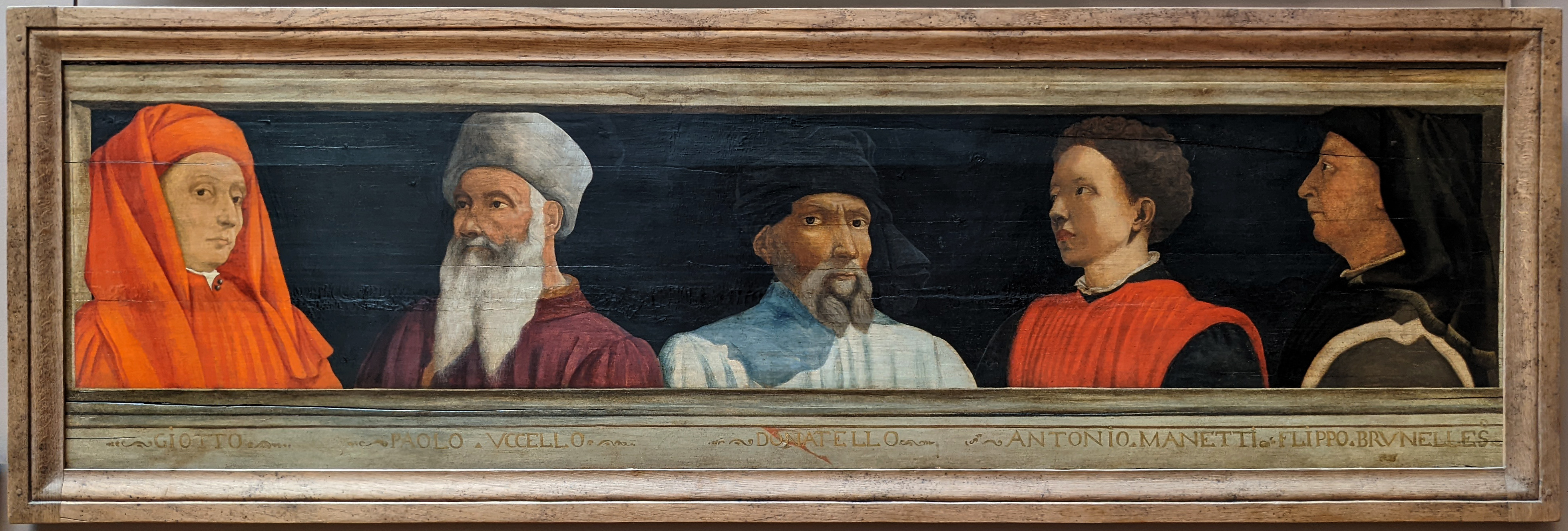
Cinco maestros florentinos, escuela florentina, primera mitad del siglo XVI.
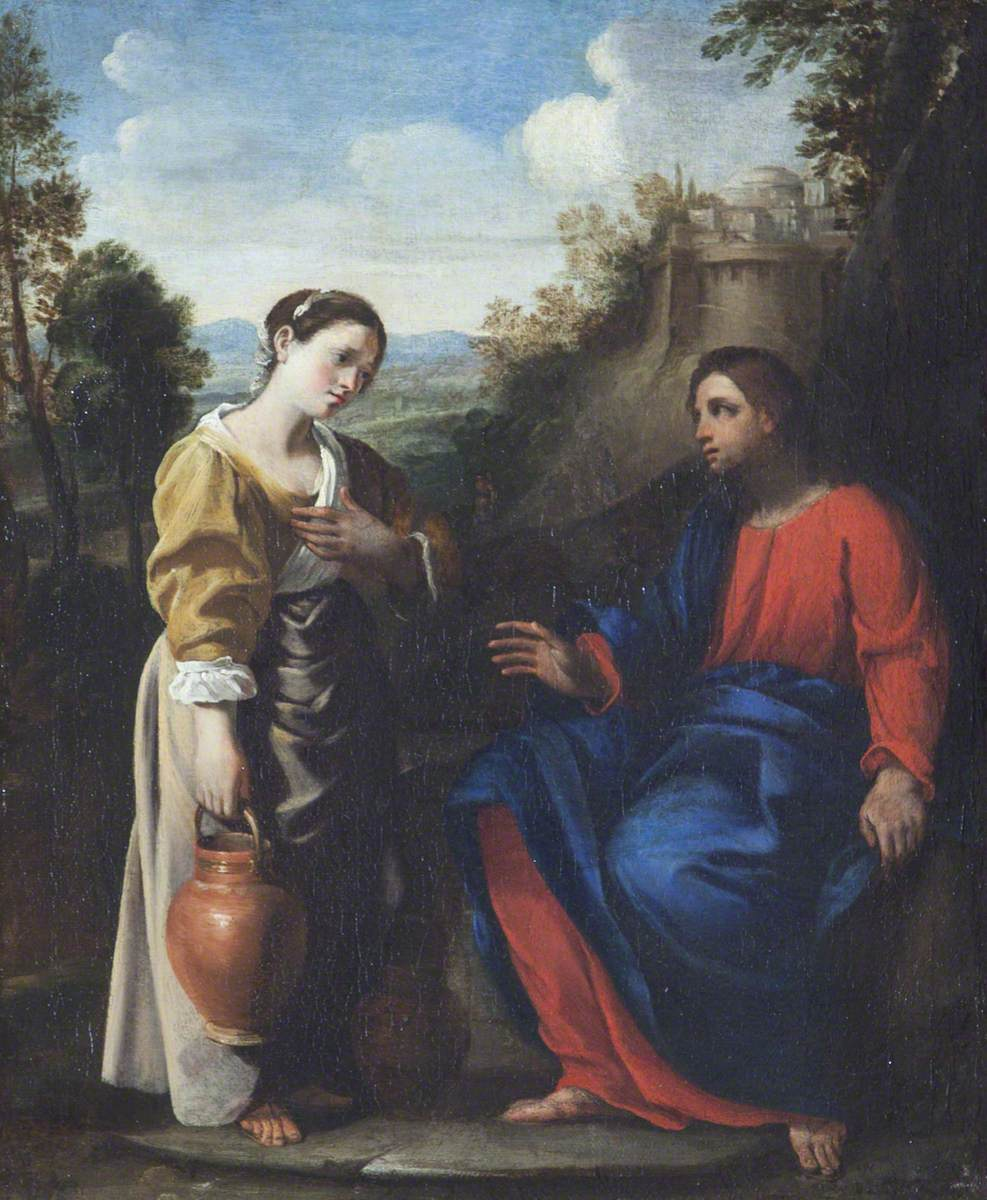
Cristo y la mujer de Samaria, escuela boloñesa, siglo XVII.